# Doing It to Death (canção)
"Doing It to Death", também conhecida como "Gonna Have a Funky Good Time", é uma canção funk gravada pelos The J.B.'s com participação de James Brown. Foi lançada como single em 1973 e alcançou o número um na parada Soul singles e número 22 na parada Billboard Hot 100. Embora a canção tenha os vocais principais de Brown (que também escreveu a música e letra), a gravação é creditada à "Fred Wesley & The J.B.'s". Foi a primeira gravação dos J.B.'s a ter a participação do saxofonista Maceo Parker, que tinha voltado a trabalhar com Brown após tentar carreira como bandleader.
"Doing It to Death" contém uma incomum modulação em que Brown diz a banda para"modular" de F para D ("In order for me to get down, I have to get down in D"). Compositores que usam modulação em músicas tipicamente as fazem para cima. De maneira incomum para uma canção de  James Brown, a frase "doing it to death" não aparece em nenhum momento da letra, que tem como refrão "we're gonna have a funky good time." O título veio de uma figura de linguagem que Brown ouviu Wesley usar.
Uma versão de 10 minutos, em duas partes de "Doing It to Death" foi incluída no álbum dos J.B.'s Doing It to Death. A versão completa e sem edições, com quase 13 minutos da canção foi lançada pela primeira vez na compilação de 1995 dos J.B.'s Funky Good Time: The Anthology.  Performances da canção ao vivo aparecem nos álbuns Live at Chastain Park e Live at the Apollo 1995.

## Músicos
- James Brown - vocais

com Fred Wesley & The J.B.'s:
- Fred Wesley - trombone
- Darryl "Hasaan" Jamison - trompete
- Jerone "Jasaan" Sanford - trompete
- Ike Oakley - trompete
- Maceo Parker - saxofone alto e flauta
- St. Clair Pinckney - saxofone tenor
- Eldee Williams - saxofone tenor
- Jimmy Nolen - guitarra
- Hearlon "Cheese" Martin - guitarra
- Fred Thomas - baixo
- John "Jabo" Starks - bateria[3]